# Gioacchino Assereto

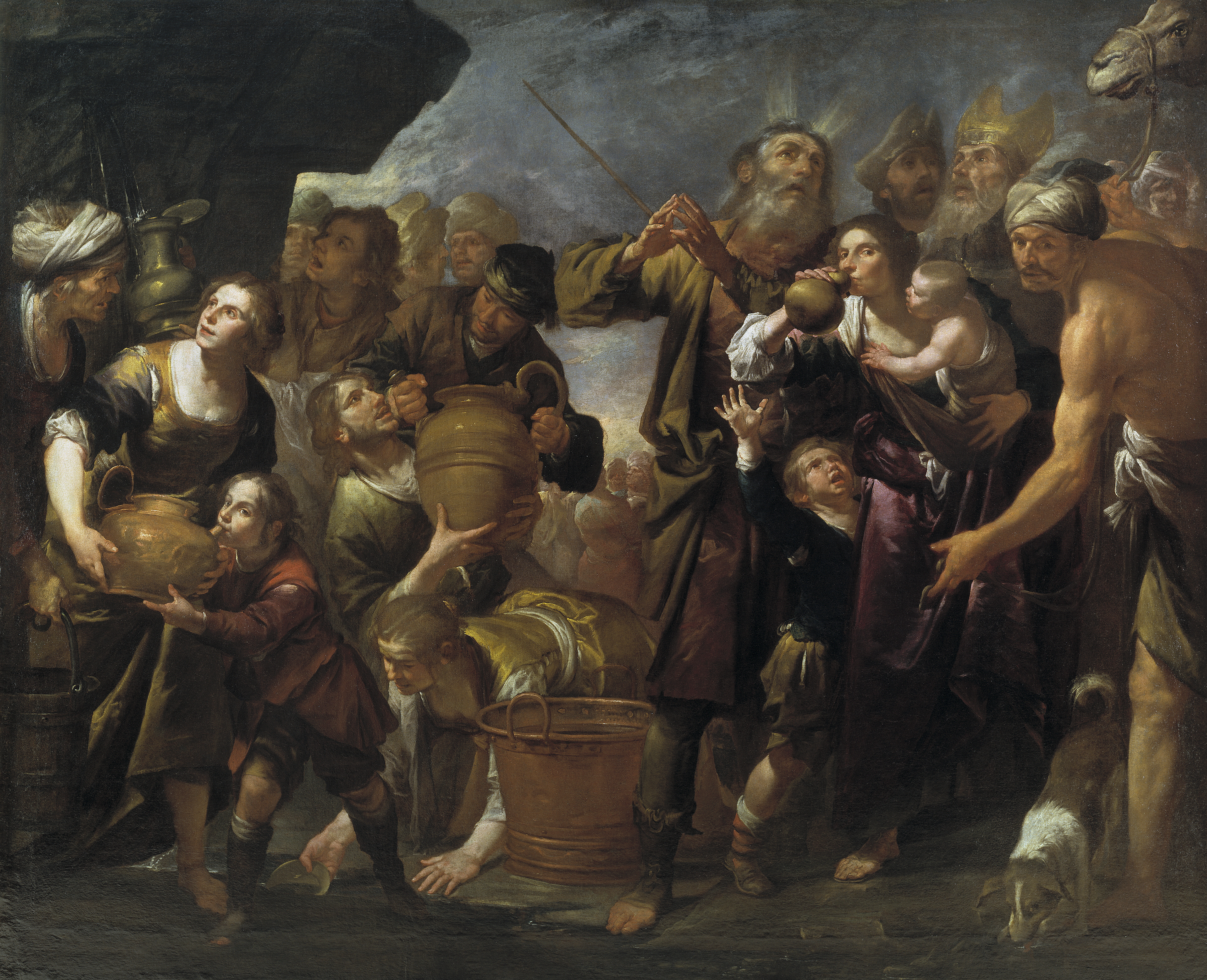
Moisés y el agua de la roca, c. 1640, Museo del Prado.

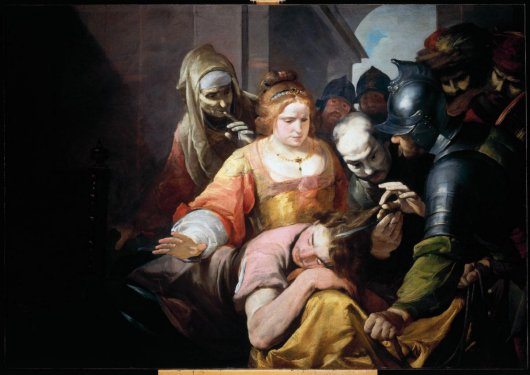
Sansón y Dalila, Fondazione di Studi di Storia dell'Arte Roberto Longhi, Florencia.

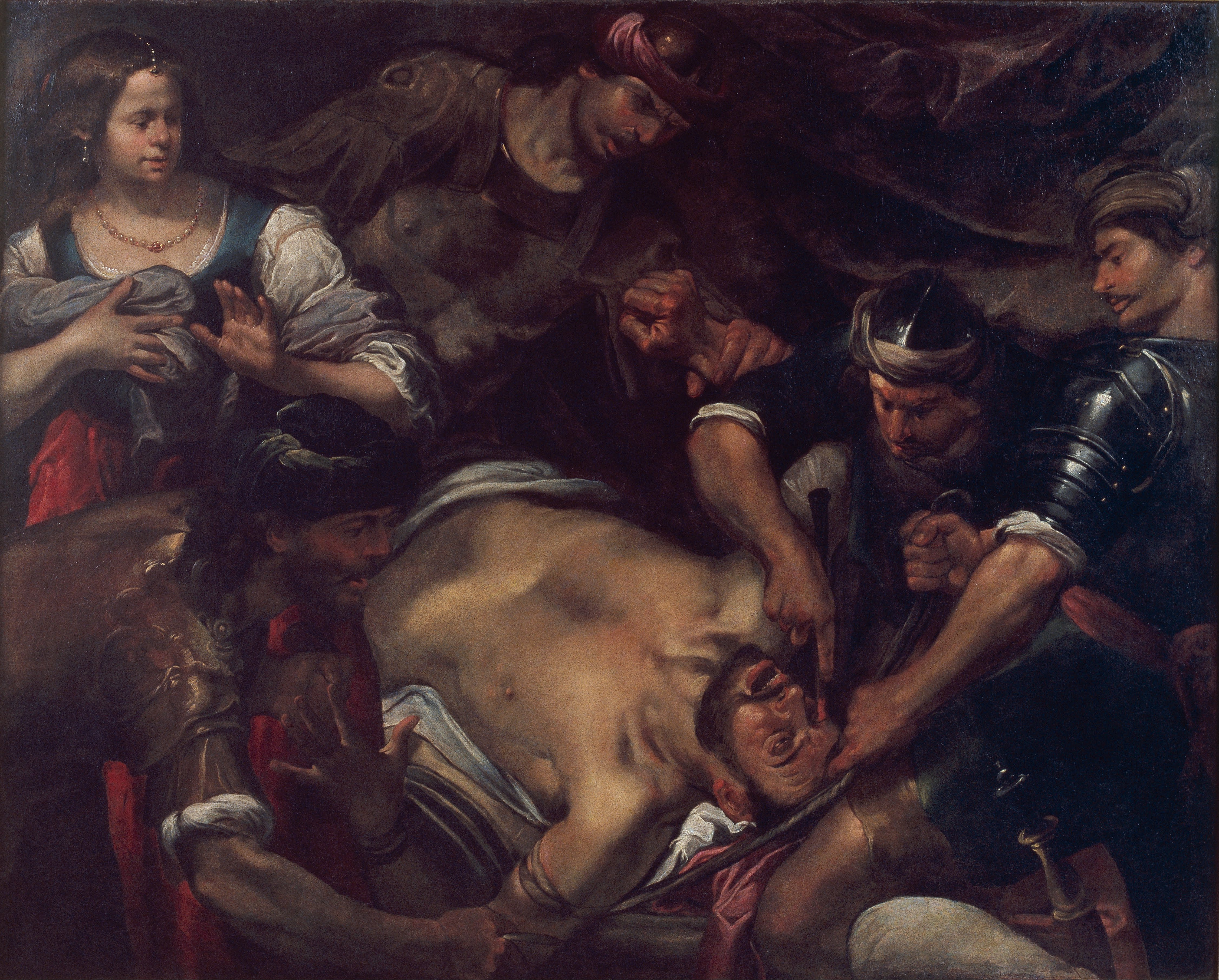
Los Filisteos arrancando los ojos a Sansón, MNAC, Barcelona

Gioacchino Assereto (Génova, 1600-Génova. 28 de junio de 1649) fue un pintor italiano de principios del Barroco, activo en su ciudad natal.

## Biografía
Inicialmente fue discípulo de Luciano Borzone y después de Giovanni Andrea Ansaldo. También frecuentó la Accademia dei nudi fundada por Gian Carlo Doria, donde recibió la influencia de los grandes pintores lombardos de su época, tales como Morazzone, Cerano o Giulio Cesare Procaccini, que dejarán un poso manierista en la primera fase de la vida artística de Assereto, sobre todo en lo que respecta a la concepción de las figuras. Otra referencia fundamental para entender esta primera época es el estilo de Bernardo Strozzi, al cual el joven Assereto se sintió muy cercano.
Queda constancia documental de bastantes obras ejecutadas a edad muy temprana por Assereto, aunque ninguna de ellas ha llegado hasta nuestros días. En la primera obra datada (1626) ya se revela como un artista plenamente formado, capaz de crear violentos contrastes de luz y oscuridad, y conferir a sus figuras una notable vitalidad.
En 1639 se encuentra en Roma, donde puede conocer de primera mano la obra de los caravaggistas, aunque no se muestra muy impresionado por la segunda generación de ellos. Pintó dos frescos en una bóveda de la basílica  de la Santissima Annunziata del Vastato: David y Abimelec y Santos Juan y Pedro curando a los cojos. También muestra la influencia de Bernardo Strozzi, un tenebrismo moderado, como en Moisés y el agua de la roca, actualmente en el Museo del Prado de Madrid. Esta última obra se considera actualmente una de las obras maestras de Assereto, después de haber sido atribuida durante mucho tiempo a otros artistas. Murillo se basó en él de manera evidente para hacer su propia versión para el Hospital de la Caridad de Sevilla. A partir de la semejanza en las figuras de algunas obras, parece que Orazio de Ferrari pudo haber trabajado con él en el estudio de Ansaldo. A partir de 1640 estudió profundamente el arte de grandes maestros flamencos como Rubens o Van Dyck, que influyeron notablemente en su producción tardía.
En el Museo Nacional de Arte de Cataluña se puede ver su obra Los filisteos arrancando los ojos a Sansón, un óleo sobre lienzo de la primera mitad del siglo XVII.

## Obras destacadas
- Coronación de la Virgen (c. 1616/1626, Convento dominico, Taggia)
- Santos Juan Bautista, Bernardo, Catalina, Lucía y Jorge (1626, San Giovanni Battista, Recco)
- San Francisco de Asís confortado por un ángel músico (c. 1628/1630, Institute of Arts, Detroit)
- Alejandro y Diógenes (c. 1630, Gemaäldegalerie, Berlín)
- Moisés y el agua de la roca (1630, LACMA, Los Angeles, CA)
- Santos Cosme y Damián curando a los enfermos (Santi Cosma e Damiano, Génova)
- Tobías curando la ceguera de su padre (Musée des Beaux-Arts, Marsella)
- Decoraciones al fresco del Palazzo Granello (1634, Génova)
- Extasis de San Francisco (1636, Cassa di Risparmio, Génova)
- San Marcos Evangelista (1639, Musée des Augustins, Toulouse)
- Moisés y el agua de la roca (c. 1640, Museo del Prado, Madrid)
- Muerte de Catón de Utica (c. 1640, Palazzo Bianco, Génova)
- Aparición del ángel a Agar e Ismael (c. 1640, National Gallery, Londres)
- David con la cabeza de Goliat (c. 1640, Norton Simon Museum, Pasadena, CA)
- Cristo curando al ciego (c. 1640, Carnegie Museum of Art, Pittsburgh PA)
- Los filisteos arrancando los ojos a Sansón (c. 1640, MNAC, Barcelona)
- Flagelacíón de Cristo (c. 1640, Museo del Hermitage, San Petersburgo)
- Isaac bendice a Jacob(c. 1640, Museo del Hermitage, San Petersburgo)
- Decoraciones al fresco del Palazzo Negrone (1644, Génova)